# Bósforo
El Bósforo (en turco: Boğaz, en griego: Βόσπορος, Vosporos), también conocido como estrecho de Estambul (en turco: İstanbul Boğazı), es un estrecho que separa la parte europea —englobada durante el Imperio otomano en la provincia europea de Rumelia (en turco: Rumeli)— de la parte asiática —Anatolia (en turco: Anadolu)— de Turquía.
La soberanía sobre el estrecho ha sido motivo de discusiones y guerras a lo largo de la historia. Griegos, otomanos y rusos han pretendido cerrar el Estrecho y utilizarlo solo para sus barcos en distintos momentos de la historia.
Tras la Primera Guerra Mundial, y como resultado de la derrota del Imperio otomano en la misma, en 1918 el estrecho fue expropiado al Imperio otomano y puesto bajo el control de una Comisión Internacional de los Estrechos Turcos, presidida por el Reino Unido y que también integraban Francia, Italia y Japón. Desde que en 1936 esta comisión fue disuelta, la soberanía fue devuelta a Turquía a condición de que lo mantuviese abierto para todos los buques civiles en tiempos de paz.
Divide en dos partes la ciudad de Estambul y conecta el mar de Mármara (en turco: Mármara Denizi, en griego: Θάλασσα του Μαρμαρά) con el mar Negro (en turco: Karadeniz, en griego: Μαύρη Θάλασσα). Tiene una longitud de 30 kilómetros, con una anchura máxima de 3700 m en la entrada del mar Negro, y una anchura mínima de 750 m entre Anadoluhisarı y Rumelihisarı (castillos otomanos que se alzan en las colinas de su ribera). Su profundidad varía entre 36 y 124 m. Las orillas del estrecho están densamente pobladas, ya que la ciudad de Estambul (con una población de al menos 14 millones de habitantes) se asienta entre este estrecho que divide Europa de Asia.
Hay tres puentes sobre este estrecho. El puente Boğaziçi, de 1074 metros de largo, fue completado en 1973. El segundo puente, el Fatih Sultan Mehmed, posee una longitud de 1090 metros, fue acabado en 1988 y se encuentra casi a cinco kilómetros al norte del primer puente. El tercer puente, llamado Yavuz Sultan Selim, fue finalizado en el 2016 y está situado a unos 19 kilómetros del primero, es, después del viaducto de Millau, el segundo puente de cualquier tipo más alto del mundo y el puente colgante más amplio del mundo con 58,5 metros de ancho.4
Marmaray, un túnel ferroviario de 13.7 km de longitud, fue inaugurado en octubre de 2013. Aproximadamente 1400 metros del túnel transcurre bajo el estrecho, a una profundidad de 55 metros bajo el lecho marino.
El estrecho de Bósforo es un canal angosto en forma de «S» de naturaleza compleja, con varios cabos y curvas pronunciadas, lo que dificulta la observación en los codos. A ello se agrega el fenómeno de las corrientes cambiantes. Tales condiciones geográficas y oceanográficas hacen que la navegación, abierta al tráfico internacional, sea difícil y arriesgada. Debido a todos estos inconvenientes el gobierno turco decidió en agosto de 2018 el inicio de construcción de un canal artificial de 43 kilómetros de largo, la mayor obra pública de Turquía hasta la fecha.
La densidad del tráfico marítimo se ha incrementado de 4400 buques anuales en 1936 a 48 000 buques por año en 2008. Con 132 buques cruzando diariamente (no se incluye el tráfico local), el Bósforo (junto al estrecho de Dardanelos, que necesariamente deben atravesar también la mayoría de los buques) se ubica en segundo lugar en densidad de tráfico, después del estrecho de Malaca.

## Etimología
El nombre del estrecho procede del griego antiguo Βόσπορος (Bósporos), cuya etimología popular era βοὸς πόρος, es decir, «estrecho de ganado» u «Ox-ford» (existe cierta tradición (oxoniense) de equiparar el nombre «Oxford» con «Bósforo», véase, por ejemplo, Wolstenholme Parr (1820), Memoir on the propriety of the word Oxford, esp. p. 18.), del genitivo de boûs griego: βοῦς 'buey, ganado' + griego-latín:poros griego:πόρος, 'paso', significando así 'paso de ganado', o 'paso de vacas'. Se trata de una referencia a la Historia mitológica griega de Io hija del dios Ínaco, Io fue amante de Zeus, que fue transformada en vaca y condenada a vagar por la Tierra hasta que cruzó el Bósforo, donde conoció al Titán. Prometeo, que la consoló diciéndole que Zeus le devolvería la forma humana y se convertiría en el antepasado del más grande de todos los héroes, Heracles (Hércules).
Se supone que Io desembarcó cerca de Chrysopolis (actual Üsküdar), que recibió el nombre de Bous 'la Vaca'. El mismo lugar también era conocido como Damalis (Δάμαλις), ya que era donde el general ateniense Chares había erigido un monumento a su esposa Damalis, que incluía una estatua colosal de una vaca (el nombre griego: δαμάλις que se traduce como 'vaquilla').
La grafía con -ph- (Bosphor)  aparece como variante en latín medieval (como Bósforo, y ocasionalmente Bósforo o Bósforo), y en griego medieval a veces como Βόσφορος, dando lugar al francés Bosphore, al español Bósforo, al italiano Bosforo y al ruso Босфор. El erudito griego del siglo XII John Tzetzes lo llama Damaliten Bosporon (por Damalis), pero también informa de que en el uso popular el estrecho era conocido como Prosphorion en su época, el nombre del puerto septentrional más antiguo de Constantinopla. 
Históricamente, el Bósforo también era conocido como el «Estrecho de Constantinopla», o el Tracia. para distinguirlo del Bósforo Cimerio en Crimea. Estos se expresan en Historias de Heródoto, 4.83; como Bósforo Tracio, Bósforo Thraciae, y Βόσπορος Θρᾴκιος. (Bósporos Thráikios), respectivamente. Otros nombres utilizados por Heródoto para referirse al estrecho incluyen Chalcedonian Bosporus (Bosporus Chalcedoniae, Βοσπορος της Χαλκηδονιης. [Bosporos tes Khalkedonies], Heródoto 4,87), o Mysian Bósforo (Bosporus Mysius).
El término acabó usándose como sustantivo común βόσπορος, que significa «un estrecho», y también se aplicó antiguamente al Helesponto en Griego clásico por Esquilo y Sófocles.

## Mitología
Las Simplégades, rocas que se juntaban aleatoriamente y que fueron derrotadas por Jasón y los argonautas, se encontraban en este estrecho.

## Historia

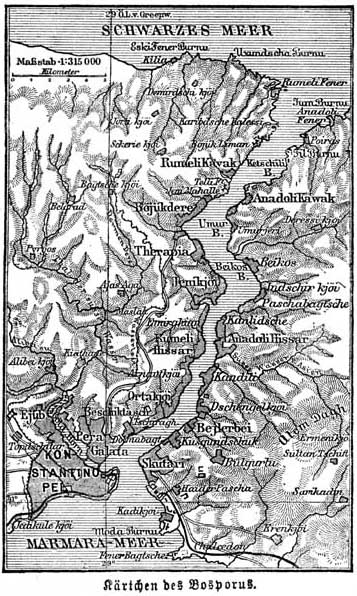
El Bósforo en 1888

Siendo el punto más estrecho del paso marítimo entre el mar Negro y el Mediterráneo, el Bósforo siempre ha tenido una gran importancia estratégica y comercial. La ciudad-estado griega de Atenas durante el s. V a. C. dependía de importaciones de grano de Escitia, y por lo tanto mantuvo alianzas estratégicas con ciudades que controlaban los estrechos, como Bizancio, fundada por la colonia griega de Megara.
El significado estratégico del estrecho fue uno de los factores en la decisión del emperador romano Constantino I el Grande de establecer allí en 330 d. C. su nueva capital, Constantinopla. Esta ciudad pasaría a ser en 1453 la capital del Imperio otomano tras su conquista, en la que los otomanos asediaron la ciudad bizantina y construyeron una fortaleza en cada lado del estrecho, la Anadoluhisari (1393) y la Rumelihisari (1451), esta última construida por el que a la postre pasaría a ser el sultán otomano que conquistaría Constantinopla, Fatih (El Conquistador) Mehmed II.
La importancia estratégica del Bósforo ha seguido siendo con el tiempo notable, y su control ha sido el objetivo de varias hostilidades en la historia moderna, como queda demostrado durante la guerra ruso-turca (1877-1878), así como el ataque de los Aliados en los Dardanelos (batalla de Galipoli) en 1915, en el transcurso de la Primera Guerra Mundial. Varios tratados internacionales han administrado las rutas de los buques por estas aguas, incluyendo la Convención de Montreux en relación con el control del paso de los estrechos turcos, firmada en 1936.

## Formación geológica
El Bósforo se formó hacia el 5600 a. C. cuando una crecida de las aguas del Mediterráneo y el mar de Mármara inundó el valle fluvial proveniente de un extenso lago de agua dulce cercano que, con la irrupción de las aguas del mar de Mármara a través del Bósforo, se convirtió en el mar Negro actual.
Según algunas opiniones, la gran inundación resultante, que debió afectar a las poblaciones y granjas de la costa norte del mar Negro, sería la base histórica de los relatos sobre el diluvio que aparecen en la Epopeya de Gilgamesh y la Biblia.

### Morfología actual
Los límites del Bósforo se definen como la línea que conecta los faros de Rumeli Feneri y Anadolu Feneri en el norte, y entre el Ahırkapı Feneri y el Kadıköy İnciburnu Feneri en el sur («Fener» en turco significa faro). Entre estos límites, el estrecho tiene 31 km (16,7 nmi) de largo, con un ancho de 3329 m (1,8 nmi) en la entrada norte y 2826 m (1,5 nmi) en la entrada sur. Su ancho máximo es 3420 m (1,8 nmi) entre Umuryeri y Büyükdere Limanı, y el ancho mínimo 700 m (0,4 nmi) entre Punta Kandilli y Aşiyan.
La profundidad del Bósforo varía de 13 a 110 m (42,7 a 360,9 pies) a mitad de la corriente con un promedio de 65 m (213,3 pies). El punto más profundo está entre Kandilli y Bebek, a 110 m (360,9 pies). Las ubicaciones menos profundas están frente a Kadıköy İnciburnu en 18 m (59,1 pies) y frente a Aşiyan Point en 13 m (42,7 pies).
El flujo de agua hacia el sur es de 16 000 m3/s (agua dulce en la superficie) y el flujo hacia el norte es de 11 000 m3/s (agua salada cerca del fondo) El Dr. Dan Parsons e investigadores de la Universidad de Leeds Escuela de la Tierra y el Medio Ambiente describen un río submarino del Mar Negro.
El Cuerno de Oro es un estuario del estrecho principal que históricamente actuó como foso para proteger Constantinopla de los ataques, además de proporcionar un fondeadero protegido a las armadas imperiales de varios imperios hasta el siglo XIX, tras lo cual se convirtió en un barrio histórico en el corazón de Estambul.

## Importancia estratégica

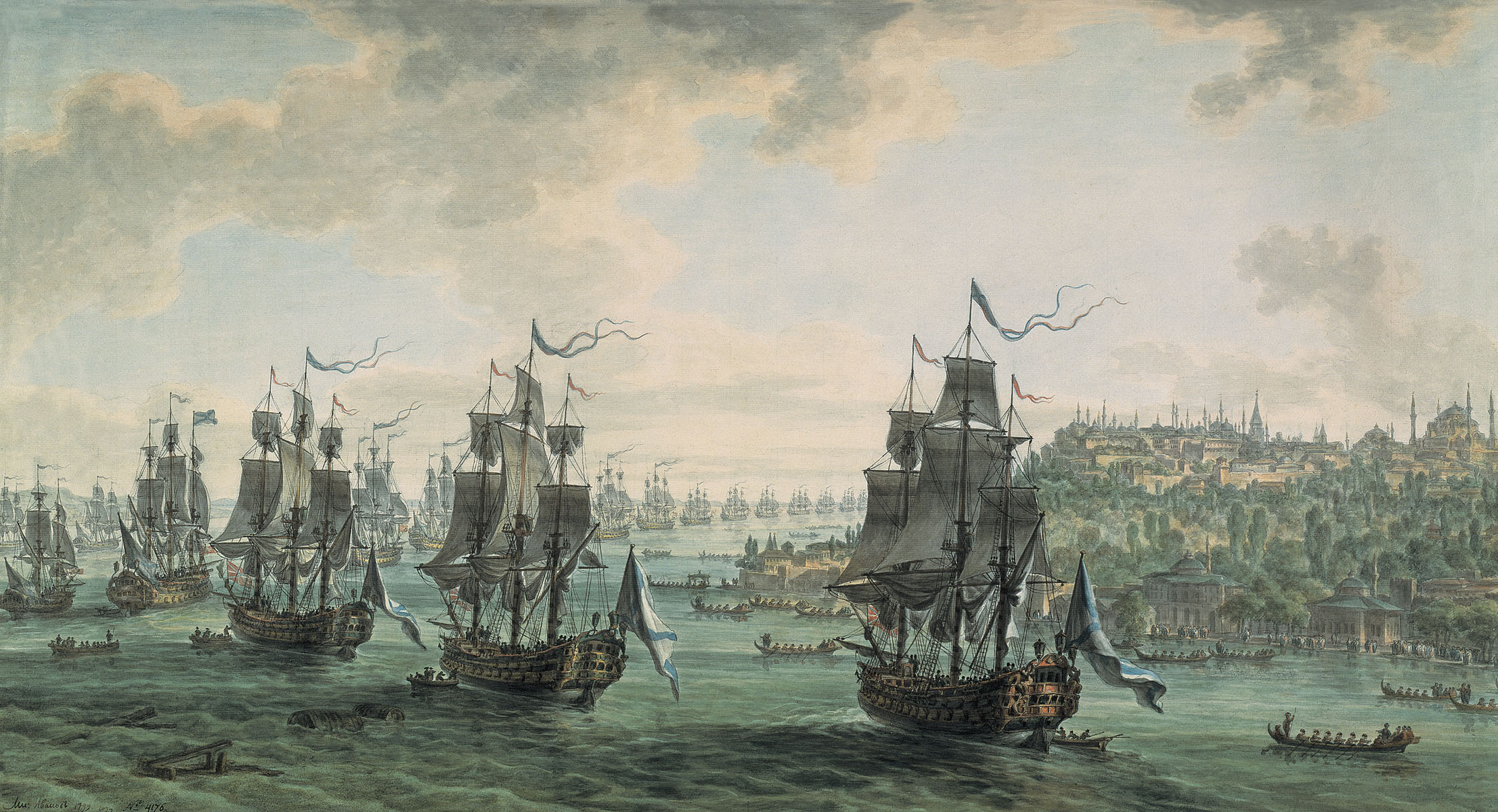
Flota rusa al mando del almirante Fyodor Ushakov, navegando por el Bósforo.

El Bósforo es la única vía para que Bulgaria, Georgia, Rumanía, Rusia (parte suroccidental) y Ucrania alcancen el Mar Mediterráneo y otros mares. Por ello, la soberanía sobre el estrecho es una cuestión importante para estos países, así como para Turquía, el Estado por el que realmente discurre el Bósforo.
Turquía no cobra peaje a los barcos que atraviesan el estrecho. El ejército turco tiene amplios poderes de acuerdo con los términos de la Convención de Montreux. A partir de 2021, el Mando del Bósforo está situado en las orillas del Bósforo y los buques militares vinculados al Mando están anclados en las aguas del Bósforo.
Situada en una península en la intersección del Mar Negro, el Bósforo y el Mar de Mármara, Estambul ha sido históricamente una de las ciudades más protegidas y difíciles de conquistar desde la época romana hasta el Imperio Otomano. Dividida por el Bósforo, es una de las pocas ciudades intercontinentales del mundo.

## Galería

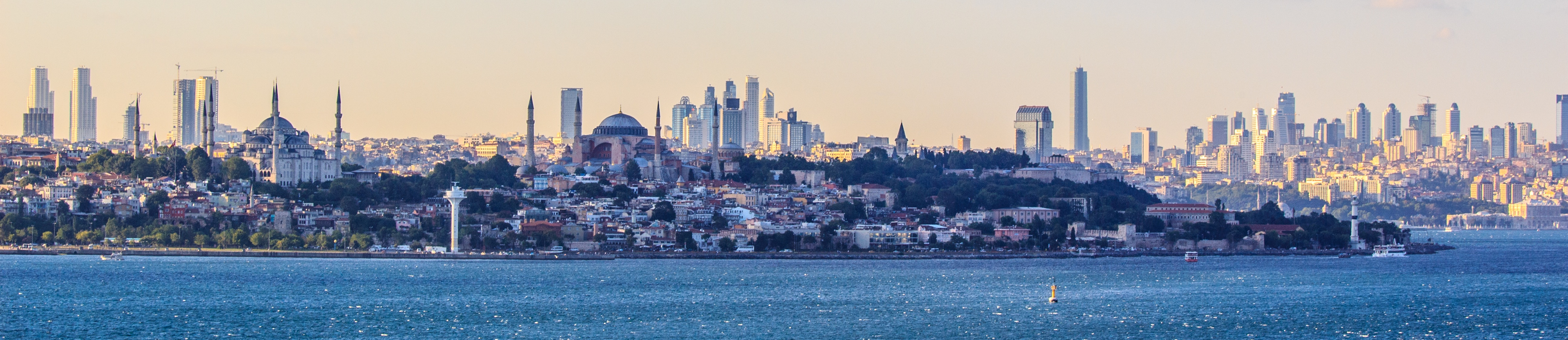
Vista de la parte europea de Estambul desde la entrada sur del Bósforo.
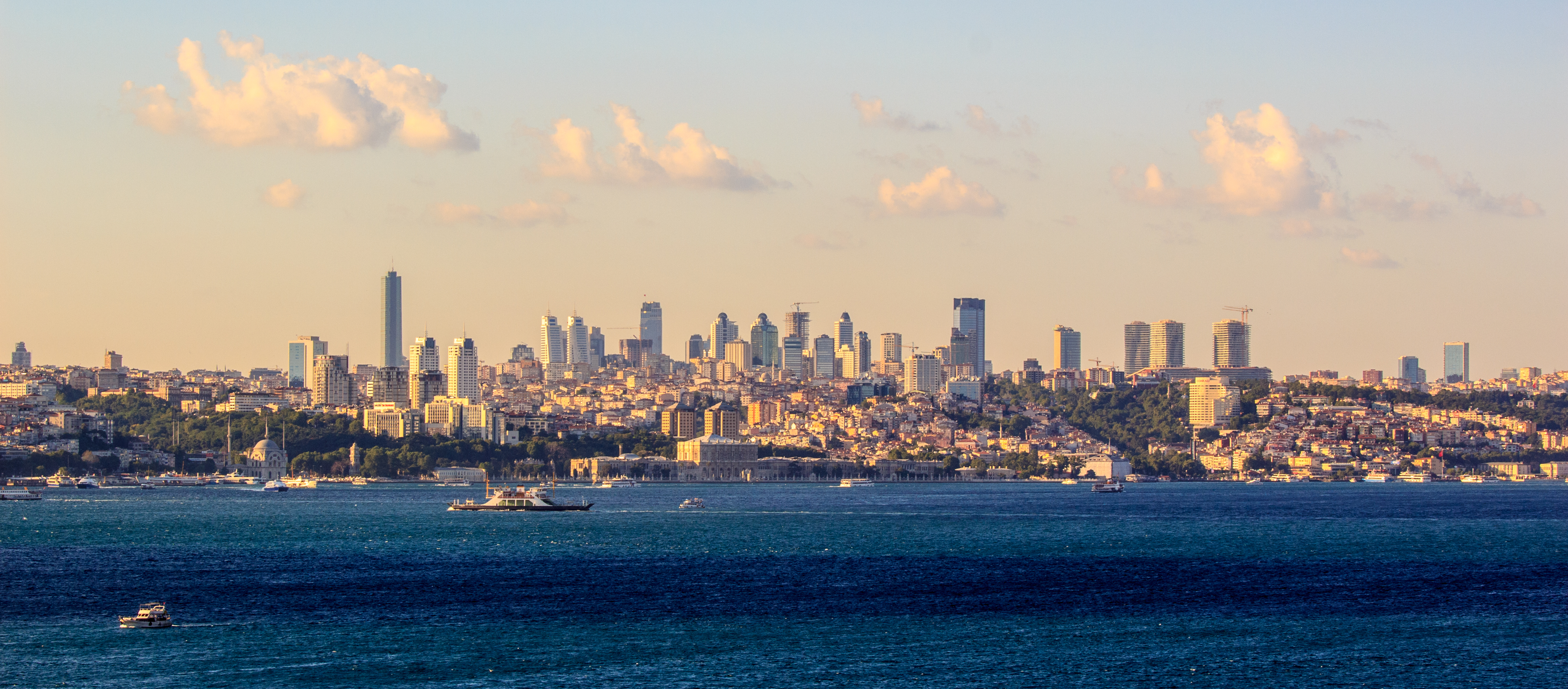
Otro panorama de la zona europea de Estambul desde el Bósforo.
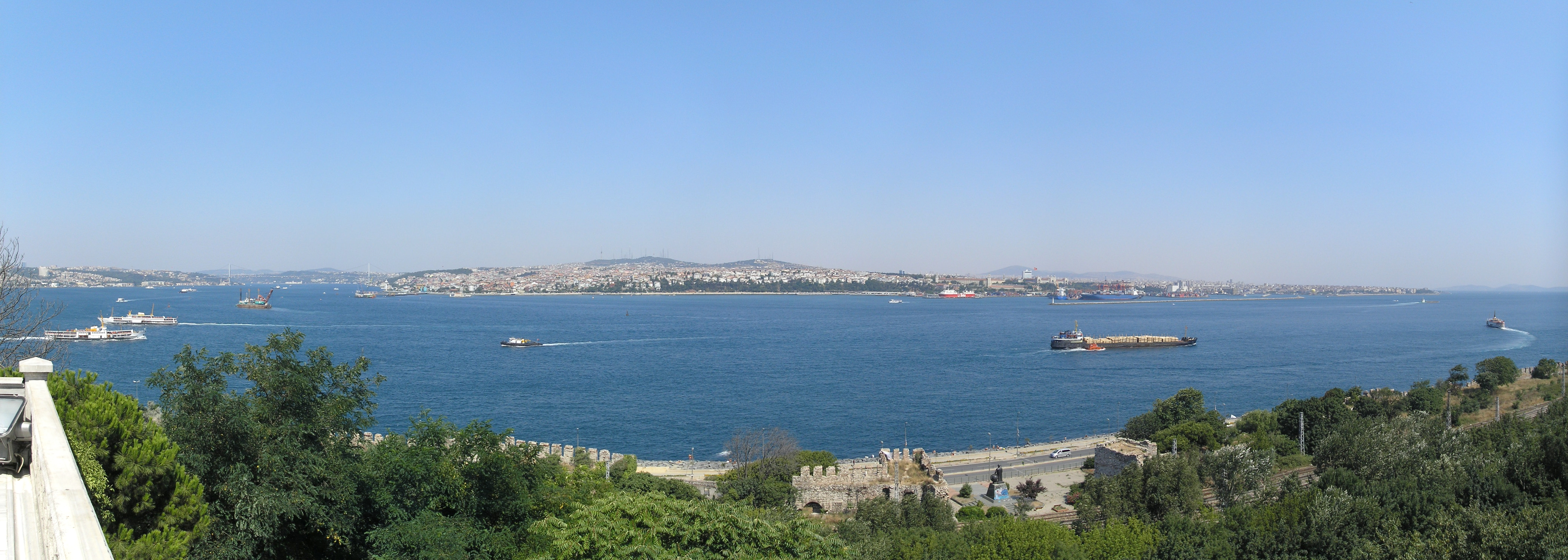
La entrada del Bósforo desde el mar de Mármara tal y como se ve desde el Palacio de Topkapi.
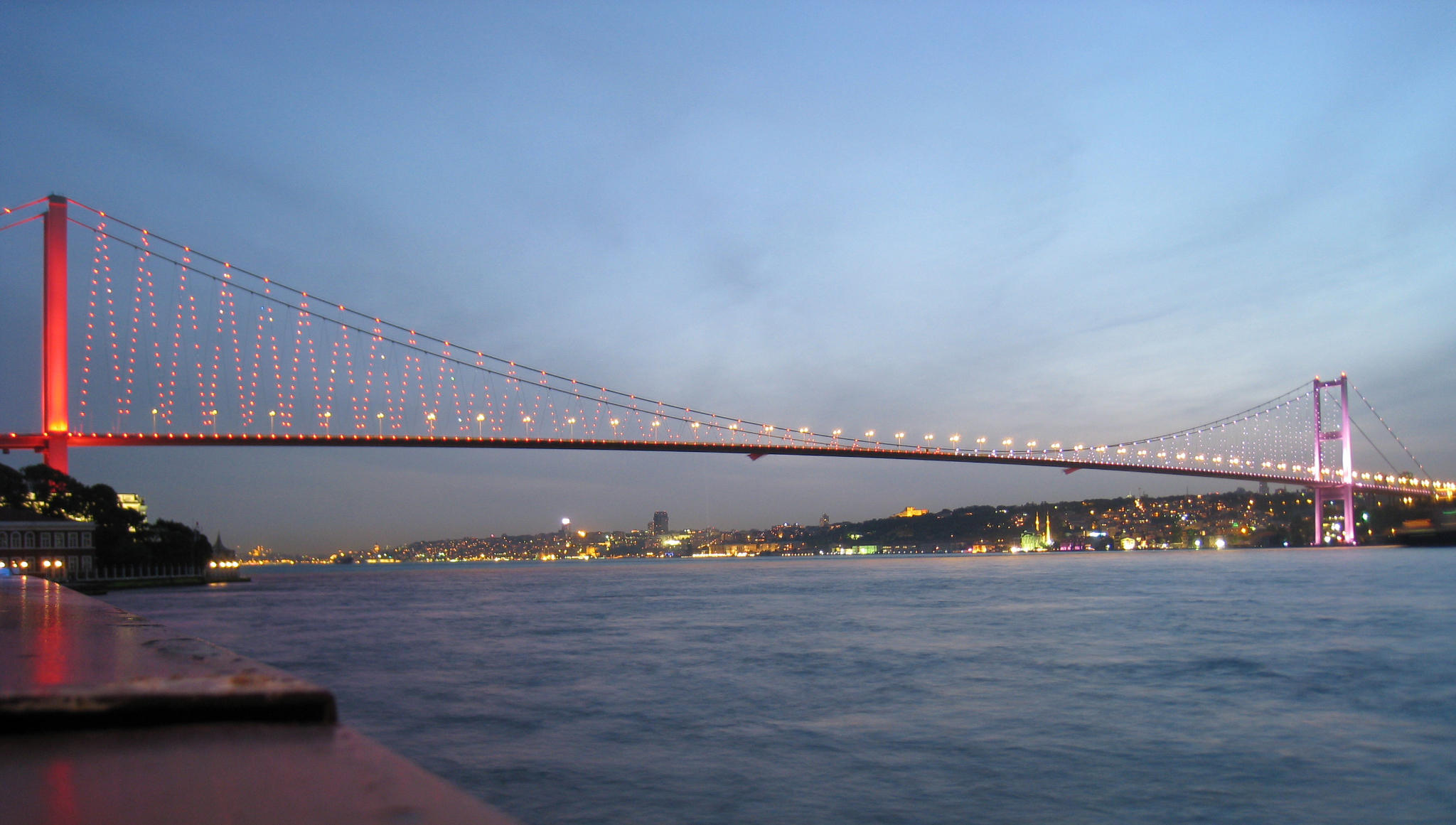
El Puente del Bósforo.
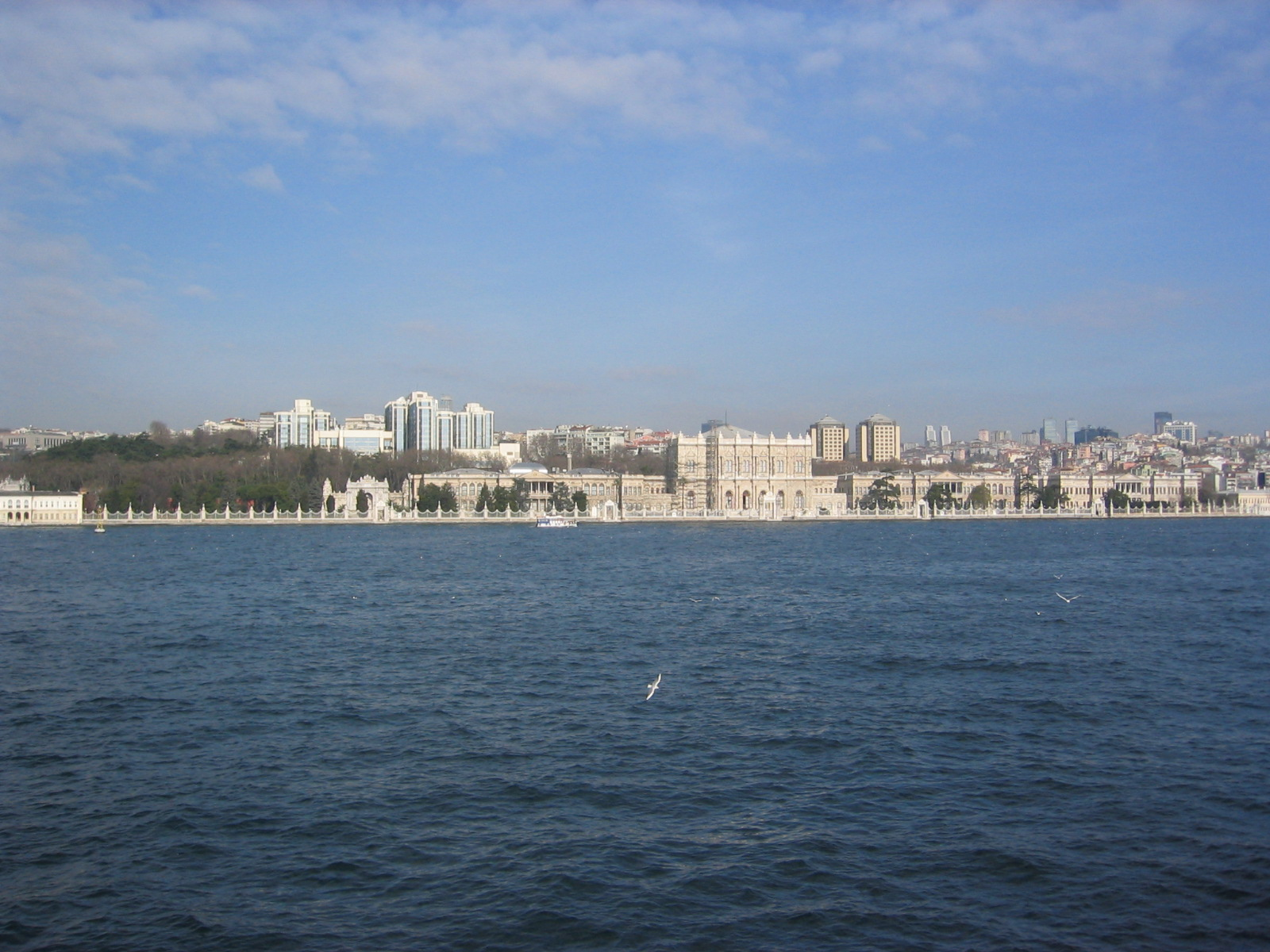
Palacio de Dolmabahçe a orillas del Bósforo.
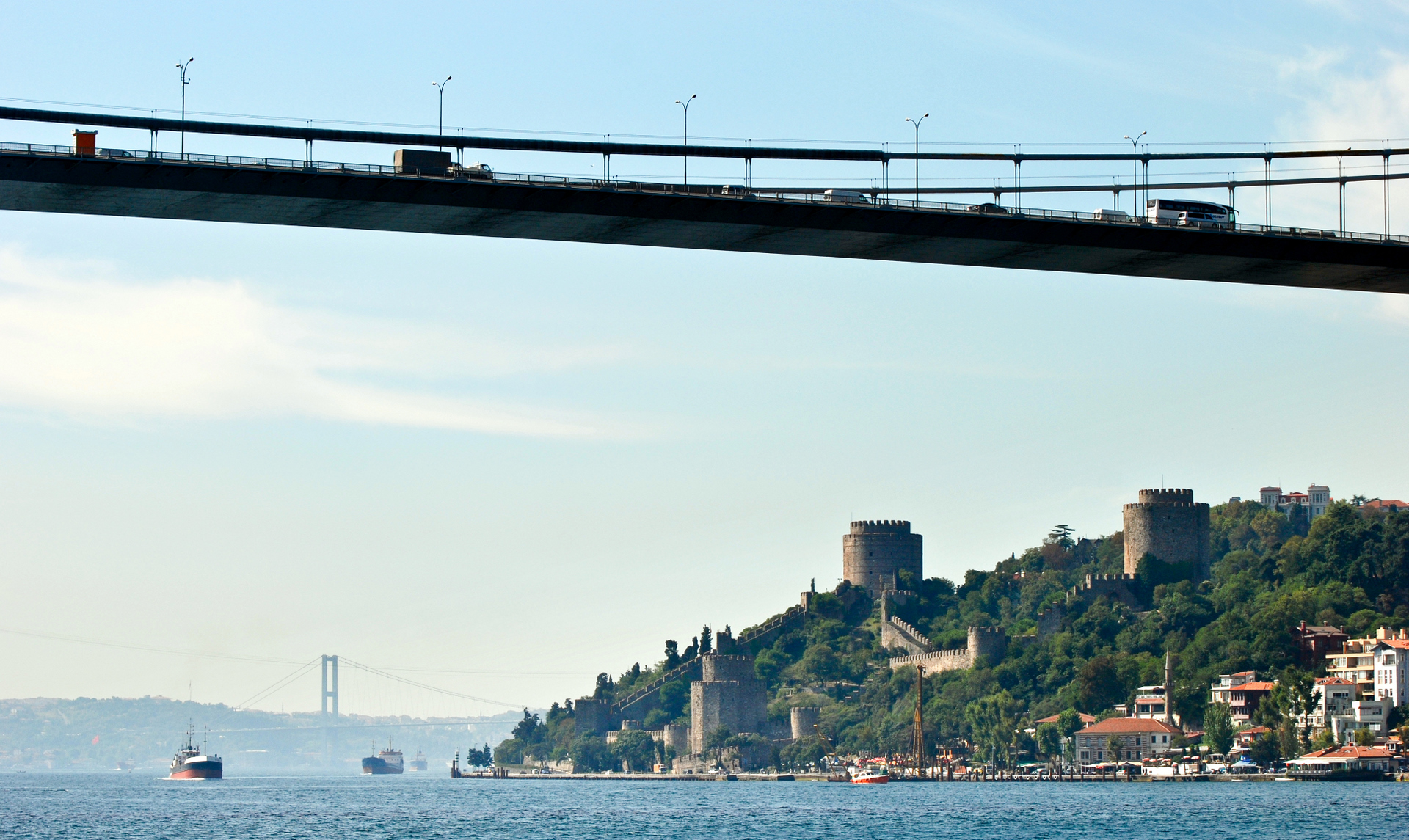
El Castillo de Rumelia y un tramo de uno de los puentes colgantes que atraviesan el estrecho.
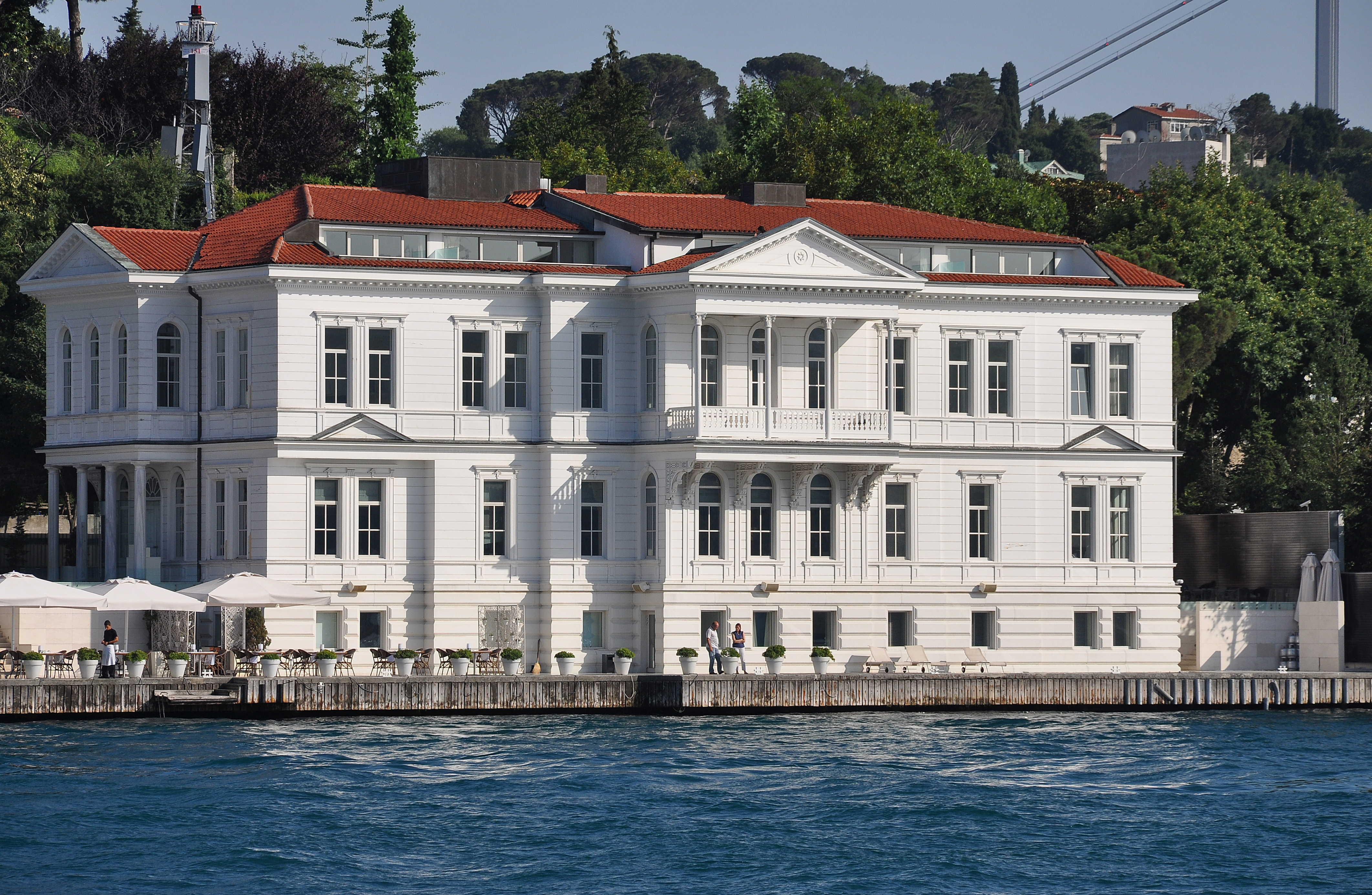
En primera línea costera hay más de 600 palacetes, llamados yalı. En la foto se ve el yalı de Ahmet Rasim Pasha.
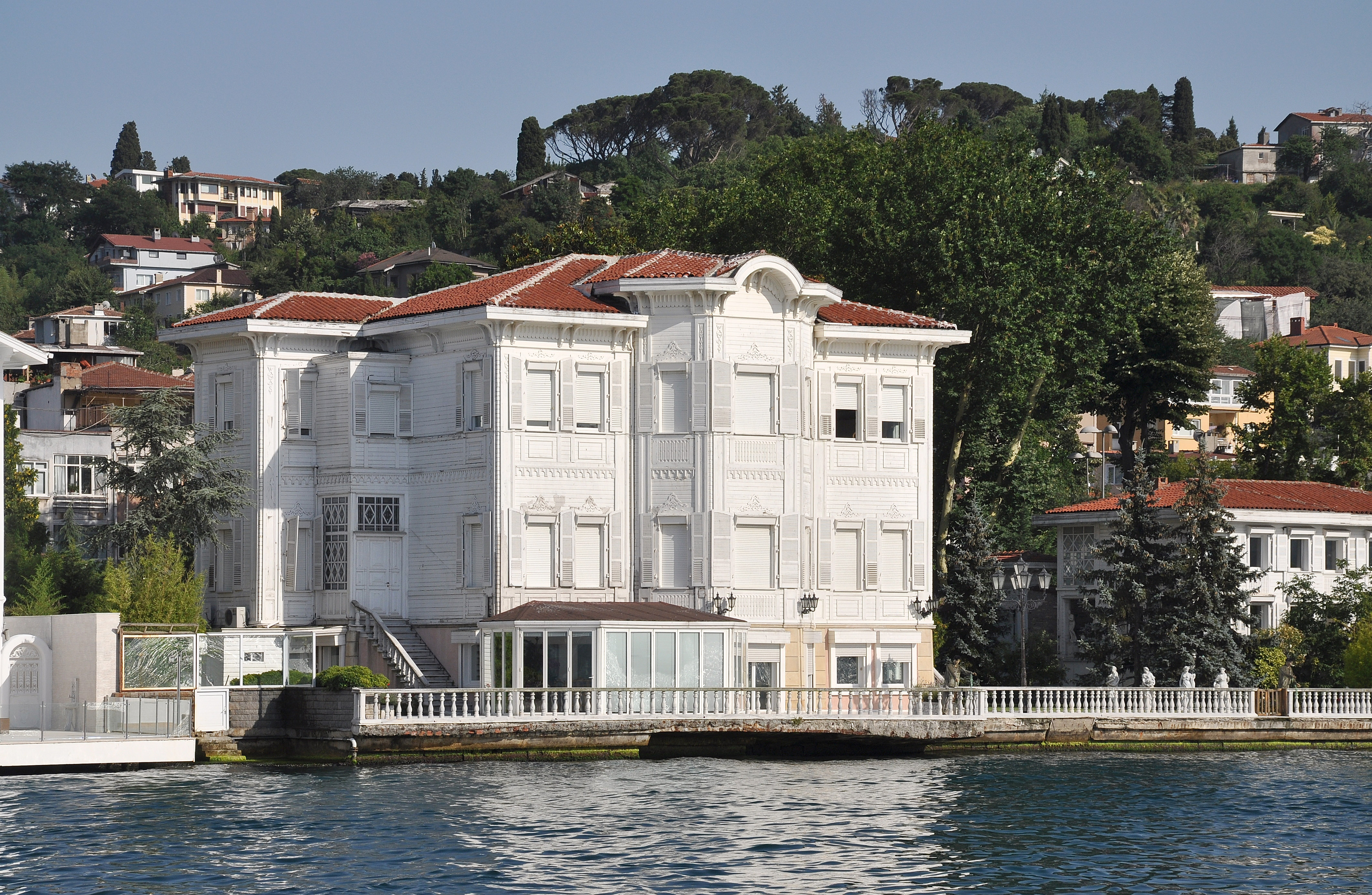
Yalı de Hacı Şefik Bey en el Bósforo.
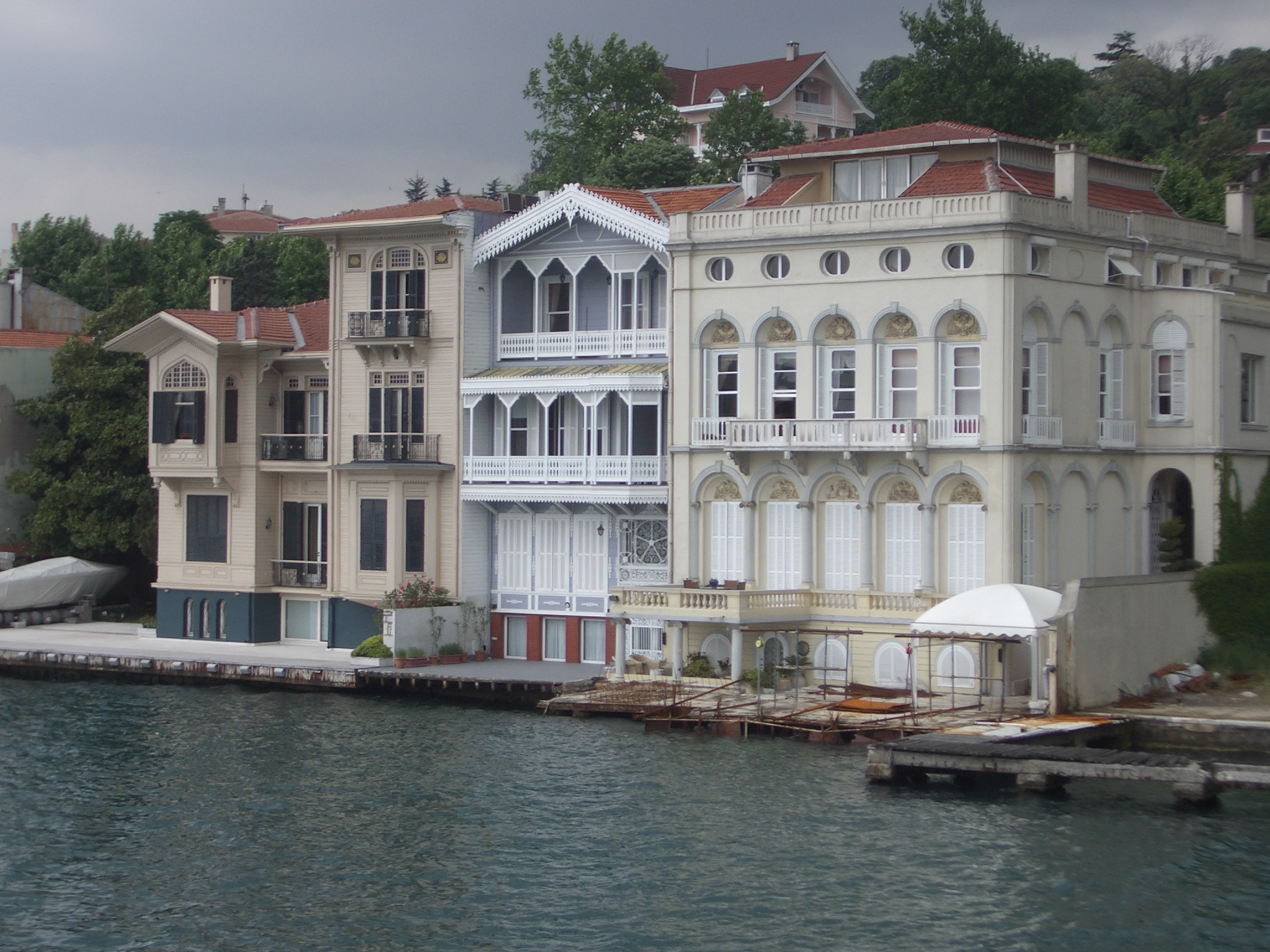
Yalı de época otomana.
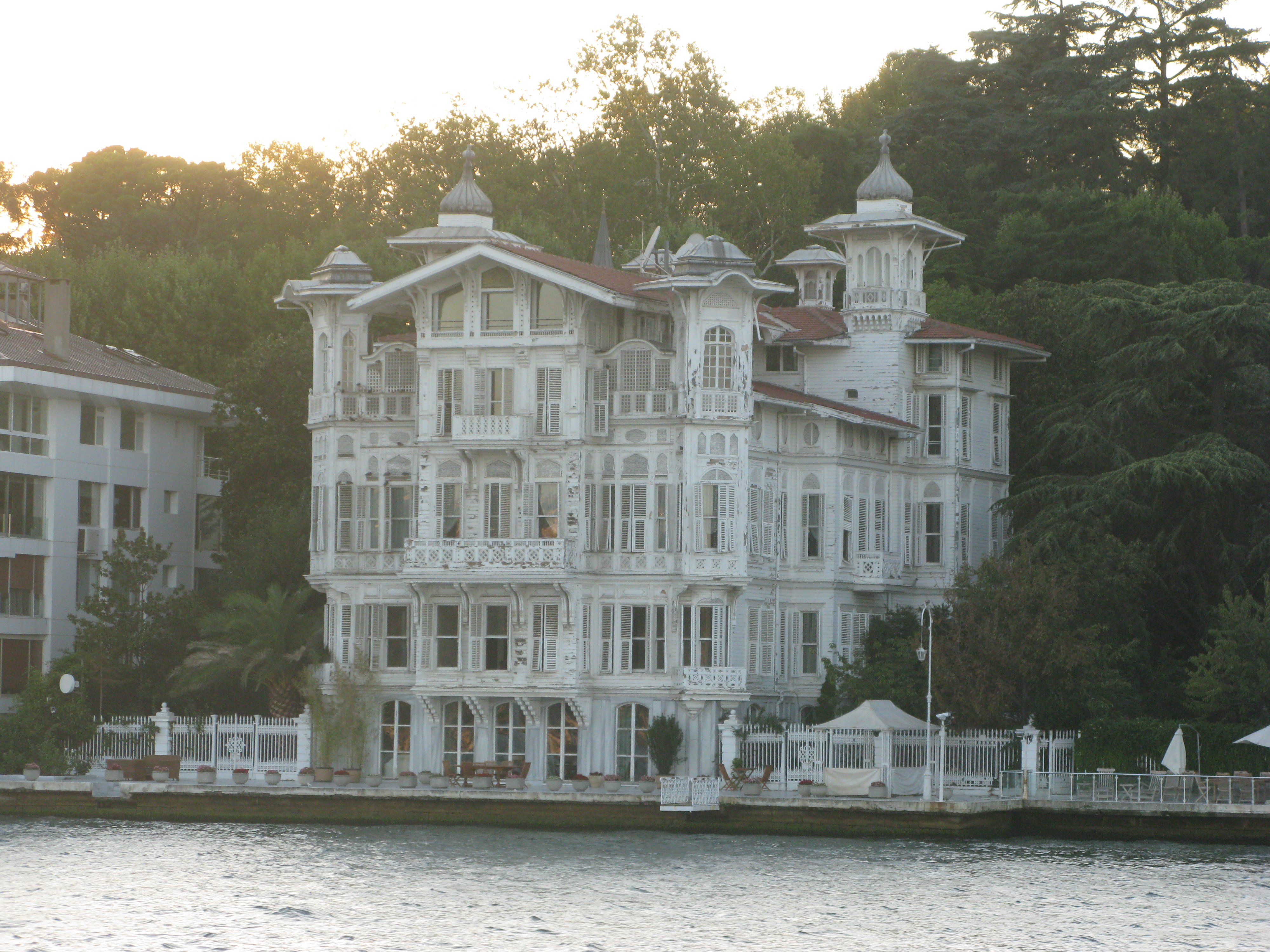
Mansión de Afif Pasha, diseñada por Alexander Vallaury.
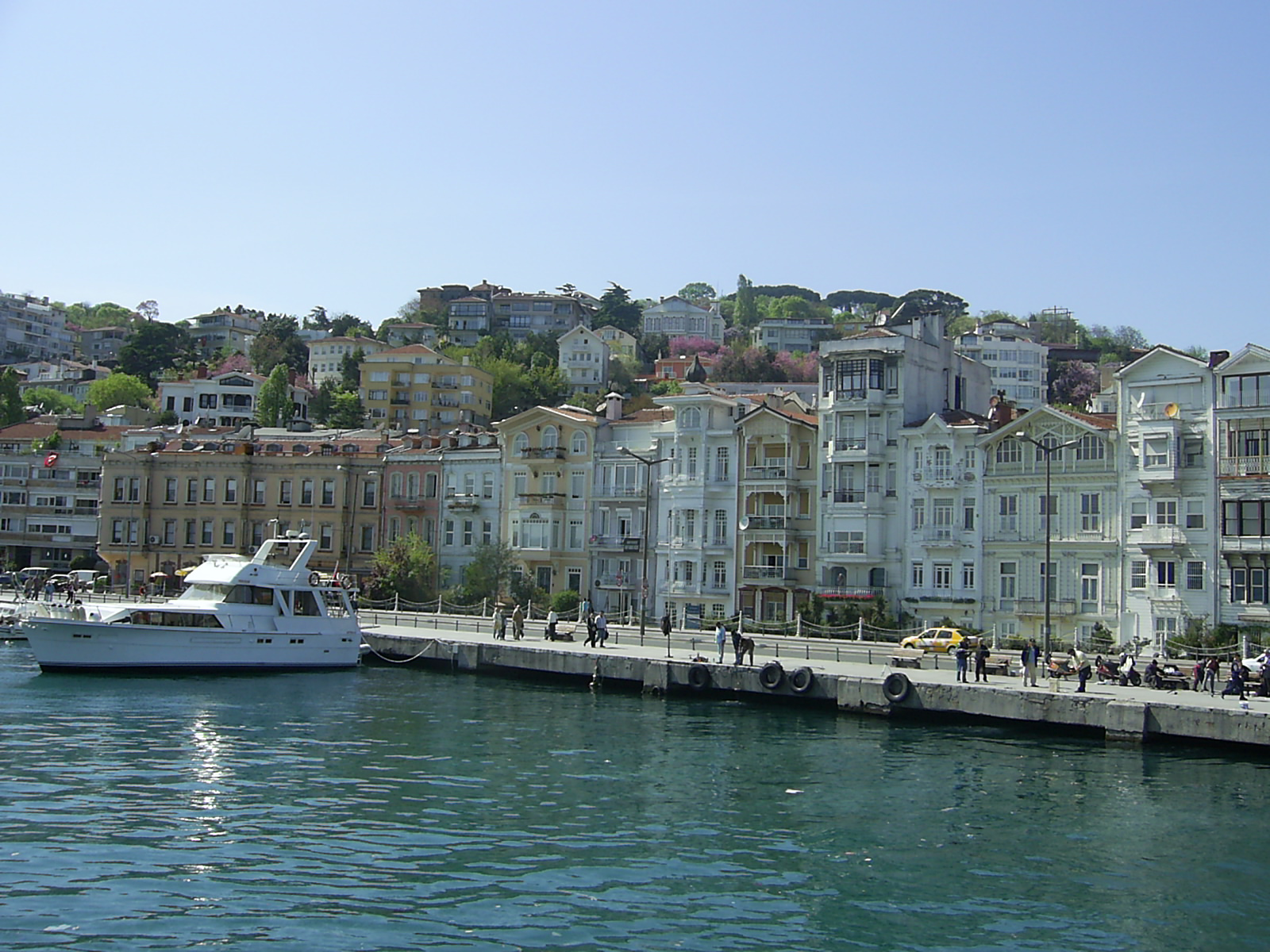
El barrio de Arnavutköy.